# 둔 스가하크

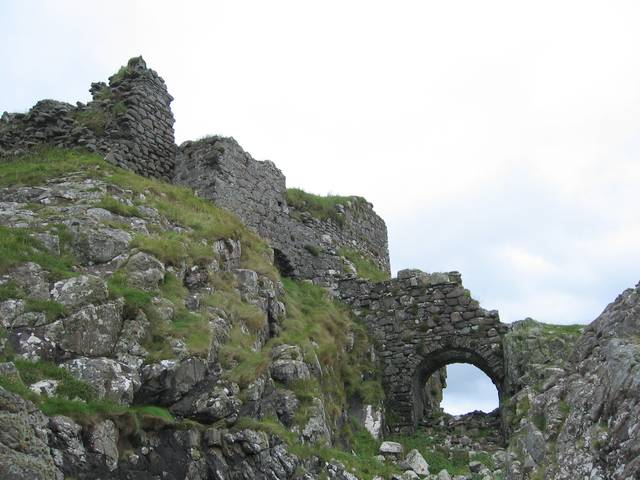

둔 스가하크(아일랜드어, 스코틀랜드 게일어: Dùn Sgàthaich)는 스코틀랜드 북서부 스카이섬에 소재한 둔이다.
해발 12미터의 절벽 위에 위치하고 있으며, 이 절벽은 육지의 다른 부분과 폭 6 미터의 틈으로 분리되어 있어서 다리를 통해서만 접근할 수 있다. 막벽 일부가 절벽 가장자리에 남아 있지만 내부 건물은 대부분 사라졌다. 막벽의 두께는 1.5 미터이다. 안뜰에는 우물과 계단통이 하나씩 있는데, 계단통은 지금은 없어진 아성으로 올라가는 용도였을 것이다.
본래 도널드씨의 분가인 북 도널드씨의 봉토였는데, 14세기 이후 맥도널드씨에게 넘어갔다. 일시적으로 맥카스킬스씨에게 넘어갔다가 15세기에 다시 맥도널드씨의 소유가 되었다. 17세기에 버려졌고, 오늘날에는 폐허로 남아있다.
신화에서는 쿠 훌린의 스승인 여전사 스카하크가 살았던 곳이라고 한다. 영국의 선정기념물로 보호 대상이다.